# Liste der Bodendenkmale in Kosel
In der Liste der Bodendenkmale in Kosel sind die Bodendenkmale der Gemeinde Kosel nach dem Stand der Bodendenkmalliste des Archäologischen Landesamts Schleswig-Holstein von 2016 aufgelistet. Die Baudenkmale sind in der Liste der Kulturdenkmale in Kosel aufgeführt.
| Denkmal-ID           | Befundart               | Bezeichnung                                | Zeitstellung                 | Lage | Bemerkungen | Bild |
| -------------------- | ----------------------- | ------------------------------------------ | ---------------------------- | ---- | --- | ---- |
| aKD-ALSH-Nr. 003 261 | Grabmal > Grabhügel     | Grabhügel „Teufelsberg“                    | Vor- und/oder Frühgeschichte |      | |      |
| aKD-ALSH-Nr. 003 262 | Grabmal > Grabhügel     | Grabhügel                                  | Vor- und/oder Frühgeschichte |      | |      |
| aKD-ALSH-Nr. 003 263 | Grabmal > Grabhügel     | Grabhügel                                  | Vor- und/oder Frühgeschichte |      | |      |
| aKD-ALSH-Nr. 003 264 | Grabmal > Großsteingrab | Steinkammer                                | Neolithikum                  |      | |      |
| aKD-ALSH-Nr. 003 265 | Grabmal > Grabhügel     | Grabhügel                                  | Vor- und/oder Frühgeschichte |      | |      |
| aKD-ALSH-Nr. 003 266 | Grabmal > Grabhügel     | Grabhügel                                  | Vor- und/oder Frühgeschichte |      | |      |
| aKD-ALSH-Nr. 003 267 | Grabmal > Grabhügel     | Grabhügel                                  | Vor- und/oder Frühgeschichte |      | |      |
| aKD-ALSH-Nr. 003 268 | Grabmal > Grabhügel     | Grabhügel                                  | Vor- und/oder Frühgeschichte |      | |      |
| aKD-ALSH-Nr. 003 269 | besonderer Stein        | Inschriftenstein/Grenzstein/Schalenstein   |                              |      | |      |
| aKD-ALSH-Nr. 003 270 | besonderer Stein        | Inschriftenstein/Grenzstein/Schalenstein   |                              |      | |      |
| aKD-ALSH-Nr. 003 271 | besonderer Stein        | Inschriftenstein/Grenzstein/Schalenstein   |                              |      | |      |
| aKD-ALSH-Nr. 003 272 | besonderer Stein        | Inschriftenstein/Grenzstein/Schalenstein   |                              |      | |      |
| aKD-ALSH-Nr. 003 273 | besonderer Stein        | Inschriftenstein/Grenzstein/Schalenstein   |                              |      | |      |
| aKD-ALSH-Nr. 003 274 | besonderer Stein        | Inschriftenstein/Grenzstein/Schalenstein   |                              |      | |      |
| aKD-ALSH-Nr. 003 275 | besonderer Stein        | Inschriftenstein/Grenzstein/Schalenstein   |                              |      | |      |
| aKD-ALSH-Nr. 003 276 | Grabmal > Großsteingrab | Steinkammer                                | Neolithikum                  |      | |      |
| aKD-ALSH-Nr. 003 277 | Befestigung > Burg      | Burg/Motte/Ringwall/Turmhügel „Königsburg“ | Mittelalter                  |      | |      |
| aKD-ALSH-Nr. 005 005 | Grabmal > Kriegsgrab    | Kriegsgrab                                 | Neuzeit                      |      | Gedenkstein für im Gefecht von Missunde am 2. Februar 1864 gefallene Soldaten                                                                 |      |
| aKD-ALSH-Nr. 005 006 | Grabmal > Kriegsgrab    | Kriegsgrab                                 | Neuzeit                      |      | zwei Gräber von im Gefecht von Missunde am 2. Februar 1864, im Deutsch-Dänischen Krieg und im Deutsch-Französischen Krieg gefallenen Soldaten |      |
| aKD-ALSH-Nr. 005 007 | Grabmal > Kriegsgrab    | Kriegsgrab                                 | Neuzeit                      |      | Gedenkstein (Findling) für einen im Gefecht von Missunde am 2. Februar 1864 gefallenen Offizier                                               |      |
| aKD-ALSH-Nr. 005 008 | Grabmal > Kriegsgrab    | Kriegsgrab                                 | Neuzeit                      |      | Gedenktafel für im Gefecht von Missunde am 2. Februar 1864 gefallene Soldaten                                                                 |      |
| aKD-ALSH-Nr. 005 009 | Grabmal > Kriegsgrab    | Kriegsgrab                                 | Neuzeit                      |      | Grab von im Gefecht von Missunde am 2. Februar 1864 gefallenen Soldaten                                                                       |      |